# Pierino Favalli
Pietro „Pierino” Favalli (ur. 1 maja 1914 w Cremonie, zm. 14 maja 1986 tamże) – włoski kolarz szosowy, brązowy medalista mistrzostw świata.

## Kariera
Największy sukces w karierze Pierino Favalli osiągnął w 1936 roku, kiedy zdobył brązowy medal w wyścigu ze startu wspólnego amatorów podczas mistrzostw świata w Bernie. W zawodach tych wyprzedzili go jedynie dwaj Szwajcarzy: Edgar Buchwalder oraz Gottlieb Weber. Był to jednak jedyny medal wywalczony przez Favallego na międzynarodowej imprezie tej rangi. Ponadto wygrał między innymi Giro della Romagna w 1938 roku, wyścig Mediolan-Turyn w latach 1938-1940, Mediolan-San Remo w 1941 roku oraz Giro del Veneto i Giro di Campania w 1942 roku. W 1936 roku wystąpił na igrzyskach olimpijskich w Berlinie, gdzie był siódmy w wyścigu ze startu wspólnego oraz czwarty w wyścigu drużynowym. Jako zawodowiec startował w latach 1936-1946.